# Baleasî, Koriukivka
Baleasî (în ucraineană Баляси) este un sat în comuna Pereliub din raionul Koriukivka, regiunea Cernihiv, Ucraina.

## Demografie
Componența lingvistică a localității Baleasî
     Ucraineană (98,72%)
     Rusă (1,28%)
Conform recensământului din 2001, majoritatea populației localității Baleasî era vorbitoare de ucraineană (98,72%), existând în minoritate și vorbitori de rusă (1,28%).